# Oleksandr Tarnavs'kyj
Oleksandr Heorhiyovyč Tarnavs'kyj (in ucraino Олекса́ндр Гео́ргійович Тарна́вський?; Dnipro, 12 maggio 1970) è un generale ucraino, leader della controffensiva nell'Ucraina meridionale nel 2022 e comandante del Gruppo operativo-strategico "Tavrija" fino al 2024.

## Biografia

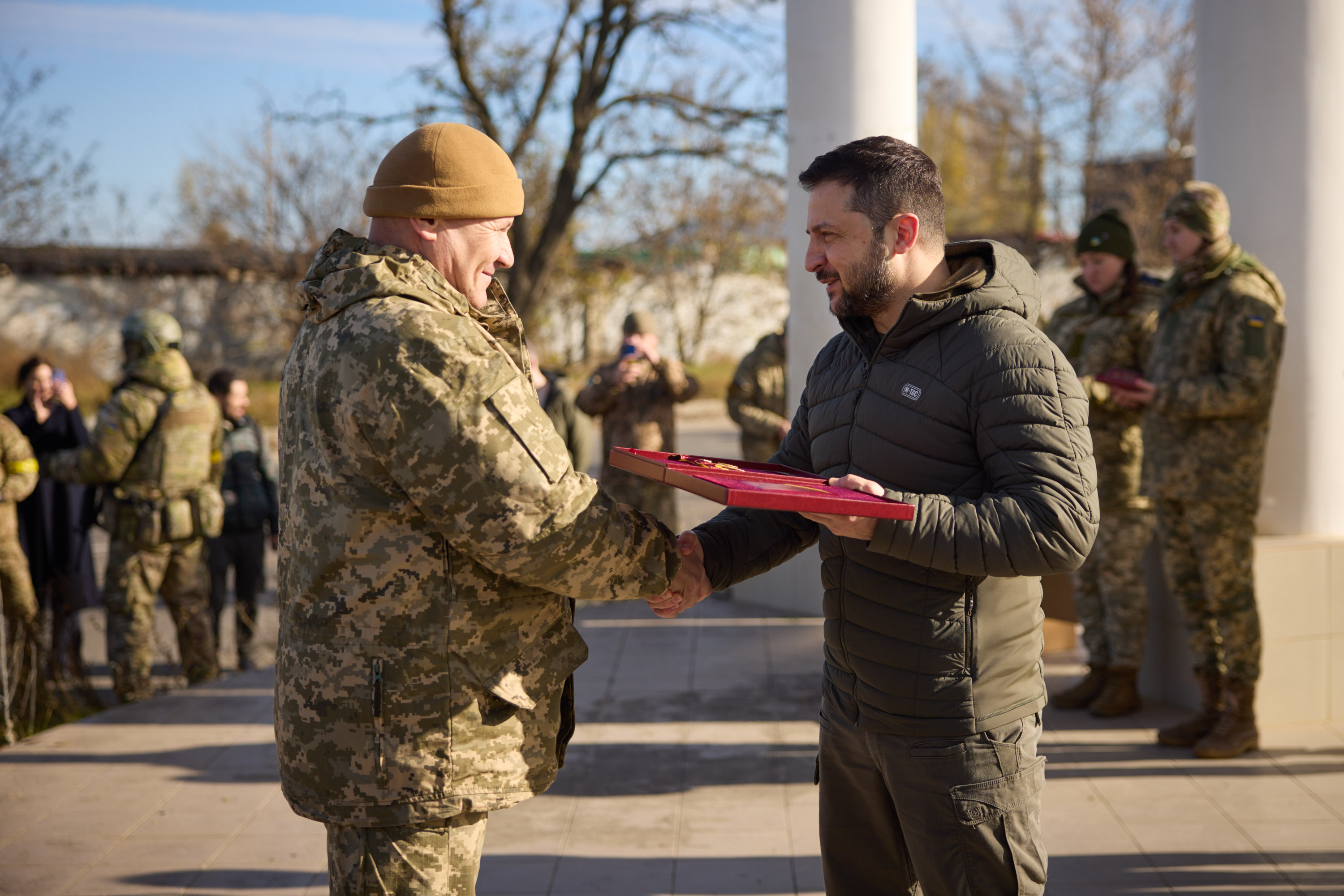
Zelensky conferisce l'Ordine di Bogdan Chmel'nyc'kyj a Tarnavs'kyj

Fra il 2011 e il 2015 è stato al comando della 17ª Brigata corazzata "Kryvyj Rih-Kostjantyn Pestuško". Nel dicembre 2014 il colonnello Tarnavs'kyj si è candidato al consiglio comunale di Kryvyj Rih. All'inizio del 2015 i militari della brigata si sono lamentati della mancanza di equipaggiamento e rifornimenti e dell'assenza del comandante, impegnato nella campagna elettorale. A luglio Tarnavs'kyj è quindi andato in congedo senza risolvere i problemi riguardanti le forniture alla brigata e la smobilitazione dei soldati, i quali hanno registrato un appello al presidente ucraino Petro Porošenko ponendo domande sulla leadership dell'unità.
All'inizio del 2022, in seguito allo scoppio dell'invasione russa dell'Ucraina, è stato nominato vice comandante del Comando operativo "Est". Durante i primi mesi di guerra ha guidato il Gruppo operativo-tattico "Sloboda" che fermò l'offensiva russa su Charkiv. Nell'autunno 2022 ha assunto il comando del Gruppo operativo-strategico "Cherson", con il quale ha guidato la controffensiva ucraina nella regione di Cherson, arrivando a liberarne il capoluogo l'11 novembre. In seguito è stato nominato comandante del Gruppo operativo-strategico "Tavrija", responsabile per l'intero fronte meridionale, mantenendo il ruolo fino a luglio 2024. Nel dicembre 2024 ha assunto il comando del Gruppo operativo-tattico "Donec'k".